# Le Coudray-Montceaux
Le Coudray-Montceaux là một xã ở tỉnh Essonne thuộc vùng Île-de-France miền bắc nước Pháp.
Theo điều tra dân số năm 1999, dân số xã này là 2.800.
Danh xưng cư dân địa phương Le Coudray-Montceaux trong tiếng Pháp là Coudraysiens.